# بينوت أسو إكوتو

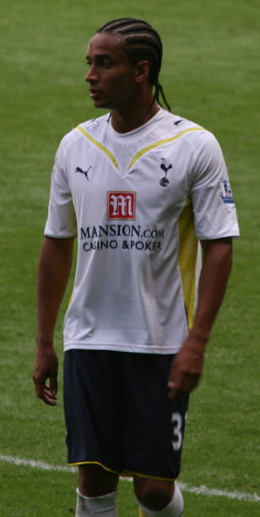
بينوت أسو إكوتو

بينوت أسو إكوتو (بالفرنسية: Benoît Assou-Ekotto)‏، من مواليد 24 مارس 1984 في أراس في فرنسا، لاعب كرة قدم كاميروني.
بدأ مسيرته الكروية مع نادي لينس الفرنسي في عام 2003، ولعب معهم حتى عام 2006، وشارك معهم في 66 مباراة، ومنذ عام 2006 وهو يلعب مع نادي توتنهام هوتسبر الإنجليزي.
و قد بدأ باللعب مع منتخب الكاميرون لكرة القدم في عام 2006.

## روابط خارجية
- بينوت أسو إكوتو على موقع الاتحاد الدولي (مؤرشف)  (الإنجليزية)
- بينوت أسو إكوتو على موقع الاتحاد الأوربي (الإنجليزية)
- بينوت أسو إكوتو على موقع قاعدة بيانات كرة القدم.إي يو (الإنجليزية)
- بينوت أسو إكوتو على موقع ليكيب (الفرنسية)
- بينوت أسو إكوتو على موقع ناشيونال فوتبول تيمز (الإنجليزية)
- بينوت أسو إكوتو على موقع Soccerbase.com (لاعب) (الإنجليزية)
- بينوت أسو إكوتو على موقع Soccerway.com (الإنجليزية)
- بينوت أسو إكوتو على موقع عالم كرة القدم.نت (الإنجليزية)
- بينوت أسو إكوتو على موقع AS.com (الإسبانية)